# Dee Wallace-Stone
Dee Wallace-Stone, geboren als Deanna Bowers (Kansas City, 14 december 1948) is een Amerikaans actrice. Ze werd in 1983 genomineerd voor een Saturn Award voor haar bijrol als 'Mary', de moeder van de hoofdpersonages in de sciencefictionfilm E.T. the Extra-Terrestrial. Wallace speelde ook in een substantieel aantal horrorfilms, waardoor ze wordt geschaard onder de scream queens.

## Biografie
Wallace maakte in 1974 haar acteerdebuut als niet bij naam genoemde serveerster in een aflevering van de dramaserie Lucas Tanner. Haar eerste filmrol volgde een jaar later, als huishoudster 'Nettie' in de satirische horrorfilm The Stepford Wives. Dit bleek het begin van een carrière waarin ze rollen in meer dan 120 films speelde, televisiefilms meegerekend meer dan 150. Een groot deel daarvan bestaat uit sciencefiction- en horrorfilms, maar ze is ook te zien in comedyfilms.
Wallace speelt vrijwel altijd vriendelijke, aardige en onschuldige personages. Een uitzondering hierop vormt haar rol als de sadistische gevangenbewaarder 'Greta' in 3 from Hell (2019). Regisseur Rob Zombie vroeg haar voor die rol juist vanwege haar imago. Wallace werkte eerder al met Zombie aan de films Halloween (2007) en The Lords of Salem (2012) en de animatiefilm The Haunted World of El Superbeasto (2009).
Wallace speelt hoofdzakelijk in films. Wanneer ze in series verschijnt, is dat doorgaans eenmalig. Uitzonderingen hierop vormen Together We Stand (1986-1987), The New Lassie (1989-1992), High Sierra Search and Rescue (1995) en Sons & Daughters (2006-2007). Ze is ook te zien in meerdere afleveringen van General Hospital, The Whispers (allebei in 2015) en Just Add Magic (2016-2019).

## Filmografie (selectie)
- 1975: The Stepford Wives
- 1977: The Hills Have Eyes
- 1979: 10
- 1981: The Howling
- 1982: E.T. the Extra-Terrestrial
- 1983: Cujo
- 1985: Secret Admirer
- 1986: Critters
- 1991: Alligator II: The Mutation
- 1991: Popcorn
- 1993: Rescue Me
- 1994: Moment of Truth: Cradle of Conspiracy
- 1996: Best of the Best 3: No Turning Back
- 1996: The Frighteners
- 1997: Black Circle Boys
- 1997: Nevada
- 1997: Invisible Mom
- 1999: Invisible Mom II
- 2000: Killer Instinct
- 2005: Boo
- 2005: Headspace
- 2005: Voodoo Moon
- 2006: Abominable
- 2006: The Plague
- 2007: Halloween
- 2007: Bone Dry
- 2009: The House of the Devil
- 2012: The Lords of Salem
- 2013: Apparitional
- 2019: 3 from Hell
- 2019: Christmas in Louisiana

## Privé
Wallace' vader was een alcoholist die later zelfmoord pleegde. Ze trouwde in 1967 met Barry Lee Wallace. Hoewel ze in 1970 van hem scheidde, bleef ze als actrice zijn achternaam dragen. Na een tweede huwelijk in 1975-1980, trouwde ze in 1980 met acteur Christopher Stone. Samen met hem kreeg ze dochter Gabrielle Stone, die ook uitgroeide tot actrice. Aan hun huwelijk kwam een einde toen hij in oktober 1995 op 53-jarige leeftijd overleed aan een hartaanval. Wallace trouwde in 1998 met haar vierde man.
- Biblioteca Nacional de España: XX1302563
- Bibliothèque nationale de France: cb14033704c (data)
- Gemeinsame Normdatei: 14063178X
- International Standard Name Identifier: 0000 0001 1470 5456
- Library of Congress Control Number: no96014543
- Nationale Bibliotheek van Tsjechië: xx0276095
- Nationale Bibliotheek van Israël: 987007457598605171
- Nederlandse Thesaurus van Auteursnamen: 071436707
- Système universitaire de documentation: 06040633X
- Virtual International Authority File: 34657535
- WorldCat: E39PBJmP3FRdVXgD6kqdcKK68C